# Márton Dina
Márton Dina (Budapest, 11 aprile 1996) è un ciclista su strada e mountain biker ungherese che corre per il team Euskaltel-Euskadi. È attivo a livello Elite UCI dal 2019.

## Palmarès

### Strada
- 2023 (ATT Investments, tre vittorie)

Prologo Tour of Malopolska (Cracovia > Cracovia, cronometro)
3ª tappa Tour of Malopolska (Jablonka > Przehyba)
Classifica generale Tour of Malopolska
- 2024 (ATT Investments, due vittorie)

Prologo Tour of Malopolska (Cracovia > Cracovia, cronometro)
1ª tappa Tour of Malopolska (Koszyce > Myślenice)
- 2025 (Euskaltel-Euskadi, una vittoria)

Campionati ungheresi, Prova in linea

#### Altri successi
- 2022 (Eolo-Kometa Cycling Team)

Classifica miglior ungherese Tour de Hongrie
- 2023 (ATT Investments)

1ª tappa Medzinárodné cyklistické preteky Trenčianskym regiónom (Slovakia Cup 3)
Classifica miglior ungherese Tour de Hongrie
- 2024 (ATT Investments)

Classifica scalatori Tour de Bulgarie

### Ciclocross
- 2013-2014

Campionati ungheresi, Prova Juniores
- 2014-2015

Campionati ungheresi, Prova Under-23
- 2015-2016

Campionati ungheresi, Prova Under-23
- 2016-2017

Campionati ungheresi, Prova Under-23
- 2022-2023

Campionati ungheresi, Prova Elite
- 2023-2024

Campionati ungheresi, Prova Elite

### Mountain biking
- 2015 (Cube-Csömör MTB Team)

Campionati ungheresi, Cross country Under-23
- 2016 (Cube-Csömör MTB Team)

Campionati ungheresi, Cross country Under-23
- 2018 (Cube-Csömör MTB Team)

Pilis Kupa (Piliscsév)
- 2019 (Cube-Csömör MTB Team)

Campionati ungheresi, Cross country Elite

## Piazzamenti

### Grandi Giri
- Giro d'Italia

2021: 100º

### Competizioni mondiali
- Campionati del mondo su strada

Innsbruck 2018 - In linea Under-23: 86º
Yorkshire 2019 - In linea Elite: ritirato
Glasgow 2023 - In linea Elite: ritirato
- Campionati del mondo di ciclocross

Tábor 2024 - Elite: 38º
- Campionati del mondo di MTB[1]

Pietermaritzburg 2013 - Cross country Juniores: 44º
Hafjell 2014 - Cross country Juniores: 64º
Vallnord 2015 - Cross country Under-23: 46º
Nové Město na Moravě 2016 - Staffetta mista: 7º
Nové Město na Moravě 2016 - Cross country Under-23: 23º
Cairns 2017 - Staffetta mista: 9º
Cairns 2017 - Cross country Under-23: 38º
Lenzerheide 2018 - Staffetta mista: 15º
Lenzerheide 2018 - Cross country Under-23: 12º
Mont-Sainte-Anne 2019 - Cross country Elite: 31º

### Competizioni europee
- Campionati europei su strada

Plumelec 2016 - In linea U23: ritirato
Zlín 2018 - In linea Under-23: 8º
Monaco di Baviera 2022 - In linea Elite: 77º
Monaco di Baviera 2022 - Cronometro Elite: 29º
- Giochi europei

Minsk 2019 - In linea: 49°
- Campionati europei di MTB[1]

St. Wendel 2014 - Cross country Juniores: 34º
Chies d'Alpago 2015 - Staffetta mista: 6º
Chies d'Alpago 2015 - Cross country Under-23: 29º
Darfo Boario Terme 2017 - Staffetta mista: 6º
Darfo Boario Terme 2017 - Cross country Under-23: 38º
Graz-Stattegg 2018 - Staffetta mista: 10º
Graz-Stattegg 2018 - Cross country Under-23: 68º